# Pulsano
Pulsano este o comună din provincia Taranto, regiunea Puglia, Italia, cu o populație de 11.141 locuitori (1 ianuarie 2023) și o suprafață de 18,27 km².

## Demografie
Pulsano - evoluția demografică

|  | Graficele sunt indisponibile din cauza unor probleme tehnice. Mai multe informații se găsesc la Phabricator și la wiki-ul MediaWiki. |

Date: Recensăminte sau birourile de statistică - grafică realizată de Wikipedia

## Personalități născute aici
- Filippo Falco (n. 1992), fotbalist, care a jucat și la CFR Cluj.